# Dzmitryj Pankou
Dzmitryj Mikałajewicz Pankou, błr. Дзмітрый Мікалаевіч Панкоў, ros. Дмитрий Николаевич Панков – Wasilij Nikołajewicz Pankow (ur. 29 października 1974 w Mińsku) – białoruski hokeista, reprezentant Białorusi, olimpijczyk. Trener hokejowy.
Jego brat Wasil (ur. 1968) także został hokeistą i reprezentantem Białorusi.

## Kariera zawodnicza
- Dynama Mińsk (1992-1993)
- Tiwali Mińsk (1993-1995)
- Richmond Renegades (1995-1996)
- Springfield Falcons (1995/1996)
- Siewierstal Czerepowiec (1996-1997)
- Torpedo Jarosław (1997-2000)
- Torpedo Niżny Nowogród (2000-2001)
- Mietałłurg Nowokuźnieck (2003-2004)
- Saławat Jułajew Ufa (2004)
- HK Kieramin Mińsk (2004-2007)

Występował w klubach superligi rosyjskiej, białoruskiej ekstraligi oraz amerykańskich rozgrywek ECHL, AHL.
Uczestniczył w turniejach mistrzostw świata w 1994, 1993 (kwalifikacje do Grupy C), 1994 (Grupa C), 1997 (Grupa B), 1998, 1999, 2000, 2001 (Grupa A / Elita), 2002 (Dywizja I), 2003 (Elita) oraz zimowych igrzysk olimpijskich 2002.

## Kariera trenerska
- HK Kieramin Mińsk (2007-2008), asystent trenera

## Sukcesy
Reprezentacyjne
- Awans w kwalifikacjach do Grupy C: 1993
- Awans do mistrzostw świata Grupy A: 1997
- Czwarte miejsce w turnieju zimowych igrzysk olimpijskich: 2002
- Awans do mistrzostw świata Elity: 2002

Klubowe
- Złoty medal mistrzostw Białorusi: 1993, 1994, 1995 z Tiwali Mińsk
- F.G. „Teddy” Oke Trophy – mistrzostwo dywizji AHL: 1996 z Springfield Falcons
- Brązowy medal mistrzostw Rosji: 1998, 1999 z Torpedo Jarosław
- Srebrny medal mistrzostw Białorusi: 2005, 2007 z Kieraminem Mińsk

Wyróżnienia
- Zasłużony Mistrz Sportu Republiki Białorusi (2002)[1]